# Baltimore Ravens
Baltimore Ravens är en professionell klubb i amerikansk fotboll i Baltimore i Maryland i USA, som spelar i National Football League (NFL), i American Football Conference (AFC) North Division. Klubbens hemmaarena är M&T Bank Stadium.
Klubben spelade sin första säsong 1996, som en nybildad klubb.
Ravens har vunnit Super Bowl vid två tillfällen, säsongerna 2000 och 2012.

## Historia
Mellan 1953 och 1983 fanns det en NFL-klubb i Baltimore som hette Baltimore Colts, men den flyttades efter 1983 års säsong till Indianapolis och bytte namn till Indianapolis Colts. Därefter fanns det under ett par säsonger i mitten av 1990-talet en klubb i Baltimore som hette Baltimore Stallions och spelade kanadensisk fotboll i Canadian Football League (CFL). Stallions vann CFL-finalen Grey Cup 1995.
Samtidigt som Stallions spelade i Baltimore var ägaren av NFL-klubben Cleveland Browns i ekonomiskt trångmål och övervägde att flytta klubben från Cleveland till en annan stad. Efter långa förhandlingar som hölls hemliga offentliggjordes planerna på att flytta Browns till Baltimore mitt under 1995 års NFL-säsong. Detta ledde till flera stämningar från myndigheter och fans i Cleveland, men efter ytterligare förhandlingar nåddes i februari 1996 överenskommelsen att rättigheterna till Cleveland Browns namn, färgschema, historia, rekord, priser och arkiv skulle stanna i Cleveland i avvaktan på att klubben kunde flytta in i den nya arenan som planerades, vilket skulle ske senast till 1999 års säsong. Under tiden var klubben vilande. Samtidigt fick Baltimore vad som betraktades som en ny klubb (expansion team), även om de spelare som var under kontrakt med Cleveland Browns övergick till den nya klubben.

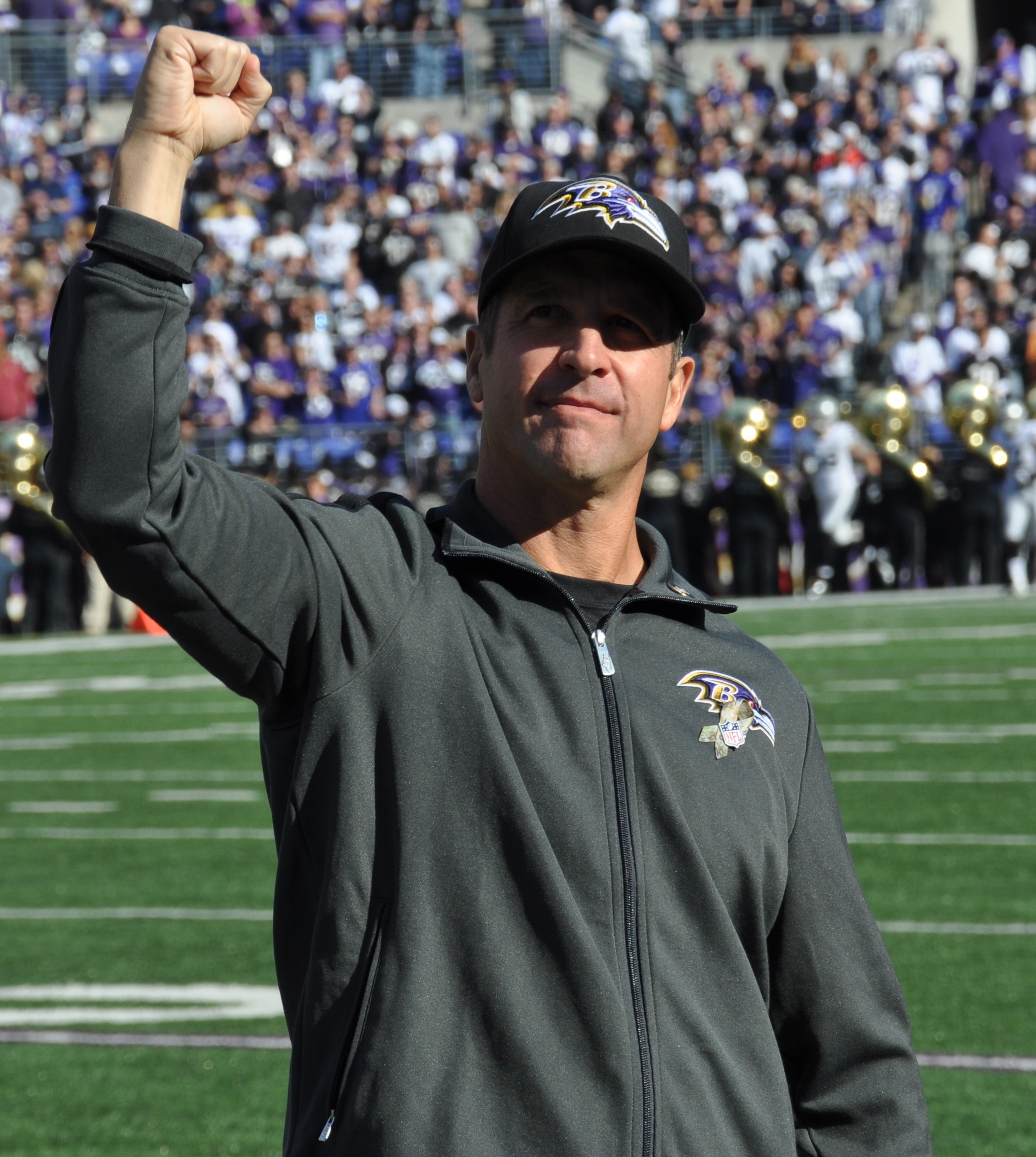
John Harbaugh.

Den nya klubben i Baltimore fick smeknamnet Ravens efter dikten "Korpen" (The Raven) av Edgar Allan Poe, som bodde i Baltimore under en del av sitt liv. Första säsongen för Ravens var 1996, och medan klubbens nya arena byggdes klart spelade klubben sina två första säsonger i Baltimore Colts gamla arena Baltimore Memorial Stadium. Därefter kunde man flytta in i den nya arenan, som från början hette Ravens Stadium at Camden Yards.
Efter att ha missat slutspelet de första fyra säsongerna gick Ravens hela vägen och vann Super Bowl säsongen 2000. Inför 2008 års säsong fick klubben en ny huvudtränare i den oprövade John Harbaugh. Detta visade sig vara ett lyckokast för under de fem första säsongerna med honom som tränare gick Ravens till slutspel varje säsong och vann Super Bowl säsongen 2012. Även under de följande säsongerna var Ravens relativt framgångsrika och missade som mest slutspelet tre år i rad.

## Hemmaarena

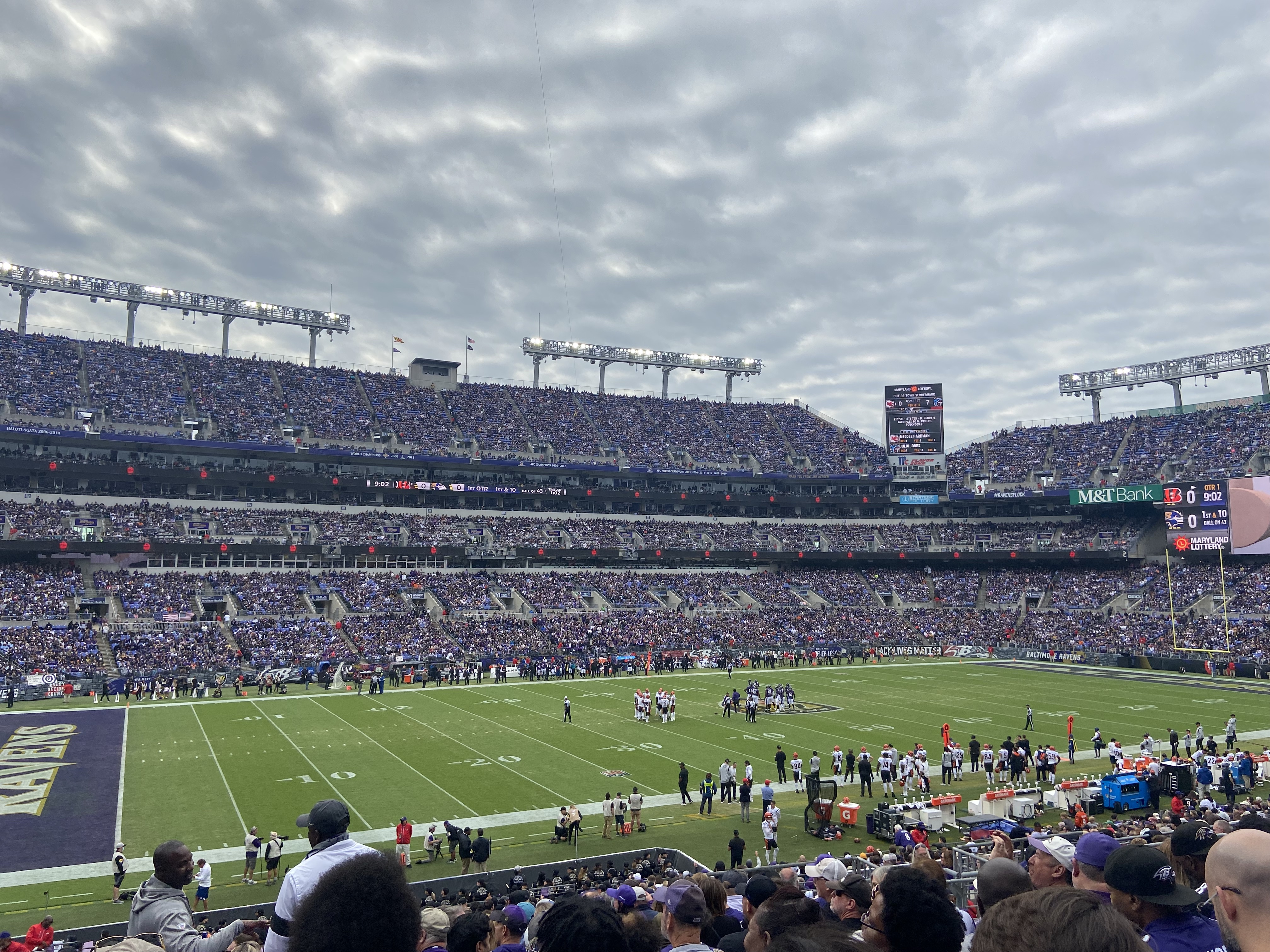
M&T Bank Stadium 2021.

Ravens spelar sina hemmamatcher på M&T Bank Stadium, som tidigare har haft flera andra namn och som har en publikkapacitet på cirka 70 000 åskådare. Arenan, som ligger nära basebollarenan Oriole Park at Camden Yards i centrala Baltimore, invigdes 1998 och ersatte Baltimore Memorial Stadium, där Ravens spelade de två första säsongerna av klubbens existens.

## Tävlingsdräkt
- Hemma: Violett tröja, vita byxor
- Borta: Vit tröja, svarta byxor
- Hjälm: Svart med klubbens logotyp

## Super Bowls
Klubben har spelat i två Super Bowls:
- Super Bowl XXXV – vinst mot New York Giants med 34–7
- Super Bowl XLVII – vinst mot San Francisco 49ers med 34–31

## Spelare och ledare i Pro Football Hall of Fame

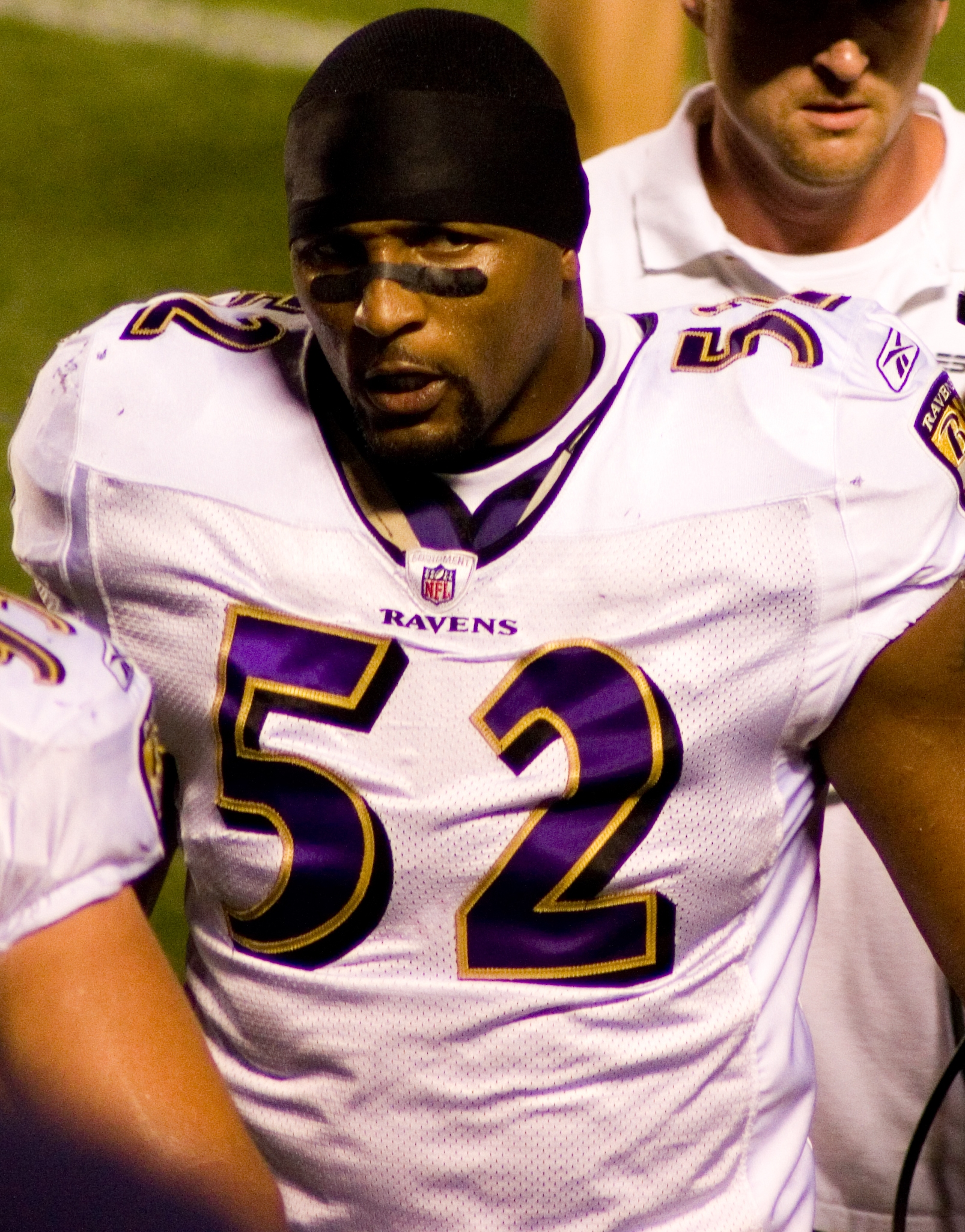
Ray Lewis.

Sex spelare och ledare i Baltimore Ravens hade till och med 2023 valts in i Pro Football Hall of Fame:
- Ray Lewis
- Jonathan Ogden
- Ed Reed
- Deion Sanders
- Shannon Sharpe
- Rod Woodson

## Klubbrekord
| Kategori      | Spelare/ledare | Rekord       | Säsonger        |
| ------------- | -------------- | ------------ | --------------- |
| Passningar    | Joe Flacco     | 38 245 yards | 2008–2018       |
| Springspel    | Jamal Lewis    | 7 801 yards  | 2000, 2002–2006 |
| Mottagningar  | Derrick Mason  | 5 777 yards  | 2005–2010       |
| Poäng         | Justin Tucker  | 1 649 poäng  | 2012–           |
| Tränarvinster | John Harbaugh  | 160 vinster  | 2008–           |